# جاناتان ویلا
جاناتان ویلا (انگلیسی: Jonathan Vila؛ زادهٔ ۶ مارس ۱۹۸۶) بازیکن فوتبال اهل اسپانیا است.
از باشگاه‌هایی که در آن بازی کرده‌است می‌توان به باشگاه فوتبال بیتار اورشلیم، باشگاه فوتبال پون سیتی، باشگاه فوتبال رکریتیوو اوئلوا، باشگاه فوتبال رئال اویدو، و باشگاه فوتبال سلتاویگو اشاره کرد.